# Josip Grbavac
Fra Jozo (Josip) Grbavac (Gornji Proložac, 11. veljače 1952.), hrvatski franjevac, pedagog, etnograf, Crkveni i kulturni povjesničar. Proučava etnografiju Imotske krajine i povijest Franjevačke provincije Presvetog Otkupitelja, hrvatsku književnost novovjekovlja i franjevačku povijest u Dalmaciji i Bosni.

## Život
Osnovnu školu završio je u Imotskom, a franjevačku klasičnu gimnaziju u Sinju. Filozofsko-teološki studij, kao član Franjevačke provincije Presvetoga Otkupitelja u Splitu, završio je u Zagrebu gdje je i diplomirao 1978. godina, a iste je godine zaređen i za svećenika. 
God. 1978./1979. obavlja službu župnika u Velikom Brdu kod Makarske i pomoćnika magistra bogoslova u Makarskoj. U isto vrijeme pohađa poslijediplomski studij na Teološkome fakultetu u Zagrebu.
God. 1979. odlazi u München gdje 1980. godine upisuje studij slavistike i povijesti na Ludwigs-Maximilians-Universitätu, na kojemu je 1985. godine i magistrirao. Otada predaje hrvatski jezik i književnost na Franjevačkoj klasičnoj gimnaziji u Sinju sve do 2006., kada je drugi put izabran za ravnatelja Gimnazije. Jedno vrijeme predavao je staroslavenski jezik na Visokoj bogosloviji u Makarskoj. Dva puta bio je definitor Provincije Presvetoga Otkupitelja, prefekt odgoja i obrazovanja, predsjednik i član više vijeća i odbora. Od 2001. godine vanjski je suradnik na Katoličkome bogoslovnom fakultetu Sveučilišta u Splitu.
Predavao je na domaćim i međunarodnim znanstvenim skupovima u domovini i inozemstvu, pisao feljtone, predstavljao knjige, recenzirao članke za znanstvene časopise i zbornike znanstvenih skupova.
Autor je i urednik više knjiga i zbornika. Uz priređivačku i uređivačku djelatnost objavio je 20-ak znanstvenih i stručnih radova, koji se najviše odnose na franjevačku pastoralnu, prosvjetiteljsku i kulturnu djelatnost, odnos književnosti i teologije, na povijest i baštinu imotskog i sinjskog kraja, te stotinjak popularnih radova u raznim zbornicima, časopisima, listovima i novinama.

## Djela
Nepotpun popis:
Knjige
- Ethische und didaktisch-aufklärerische Tendenzen bei Filip Grabovac “Cvita razgovora”, Slavistische Beiträge, sv. 91. Verlag Otto Sagner: Mȕnchen, 1986., 196. str. (+ 4).
- Franjevačka klasična gimnazija u Sinju, Sinj, 2007., 120 str. (monografija)
- Franjevačka provincija Presvetog Otkupitelja, Franjevačka provincija Presvetog Otkupitelja: Split, 2007., 419 str. ISBN 978-953-6640-56-2 nevaljani ISBN[1]
  - drugo izdanje u suautorstvu sa Silvestrom Kutlešom, Služba Božja: Split, 2021., 394 str.[2]
- Maria fidelissima advocata Croatiae, Sinj, 2009. (glazbeno-poetski recital)
- Povijest, vjera i kulturna baština u Imoti, Školska knjiga: Zagreb, 2017., 475 str. ISBN 978-953-0-60003-4[3][4]
- Umnici Franjevačke provincije Presvetoga Otkupitelja knj. 6. Služba Božja, Franjevačka provincija Presvetoga Otkupitelja: Split, 2021., 394 str. (suator:Silvestar Kutleša)[5]
- Sjaj baštine, književno teološki ogledi, Grafički zavod Hrvatske: Zagreb - Split, 2022., 504. str.[6][7]

Članci
- Rad danas : gospodarsko-sociologijski vidovi. Bogoslovska smotra. 62 (1–2): 64-77. 1992
- Slika smrti u poznatijih franjevačkih propovjednika XVIII. st. u Bosni i Dalmaciji. Kačić. 25: 221-243. 1993
- Angažirano tumačenje povijesne zbilje u makarskim ljetopisima XVII. i XVIII. stoljeća. Kačić. 36/38: 805-819. 2004